# Лукаш Зоубеле
Лукаш Зоубеле (чеськ. Lukáš Zoubele, нар. 20 грудня 1985, Усті-над-Лабем) — чеський футболіст, що грав на позиції півзахисника. Відомий за виступами за низку чеських клубів. Володар Кубка Чехії.

## Ігрова кар'єра
У професійному футболі Лукаш Зоубеле дебютував 2005 року виступами за команду «Тепліце», в якій грав до 2006 року.
У 2006 році Зоубеле перейшов до команди «Усті-над-Лабем», у якій грав до 2007 року. З 2007 до 2010 року півзахисник грав у складі клубу «Кладно», після чого в 2010—2012 роках знову грав у складі команди «Тепліце». У 2012 році футболіст перейшов до клубу «Яблонець», де вже в перший рік виступів став володарем Кубка Чехії. У 2015 році Зоубеле перейшов до клубу «Збройовка», в якому грав до 2016 року.
У 2016 році футболіст став гравцем клубу «Височина», в якому грав до 2020 року. У 2020 році півзахисник перейшов до клубу «Вікторія» (Жижков), проте за рік повернувся до клубу «Височина». У 2023—2024 роках Зоубеле знову грав у складі клубу «Усті-над-Лабем», після чого завершив виступи на футбольних полях.

## Титули і досягнення
- Володар Кубка Чехії (1):

«Яблонець»: 2012–2013